# 中島隆太郎
中島 隆太郎（なかじま りゅうたろう、1911年3月31日 - 1998年11月1日）は、日本の経営者。日本ペイント社長を務めた。兵庫県出身。位階は正五位。

## 経歴
1932年に神戸高等商業学校を卒業し、同年4月に日本ペイントに入社。1963年6月に取締役に就任し、1968年12月に常務、1971年6月に専務を経て、1974年6月に副社長に就任し、1975年7月には社長に昇格。1981年7月には相談役に就任。
1982年4月に勲三等瑞宝章を受章。
1998年11月1日肺炎のために死去。87歳没。死没日付をもって正五位に叙された。